# Bowburn
Bowburn är en by i kommunen Durham i grevskapet Durham i England. Byn är belägen 5,5 km 
från Durham. Orten har 4 080 invånare (2015).